# Lohr (entreprise)
Pour les articles homonymes, voir Lohr (homonymie).
Lohr est une multinationale française spécialisée dans le secteur des transports, basée à Hangenbieten en Alsace, près de Strasbourg.
Le groupe possède des usines en France (Duppigheim), en Turquie, en Serbie, aux États-Unis, en Inde et au Mexique.

## Historique

### 1963: création par Robert Lohr

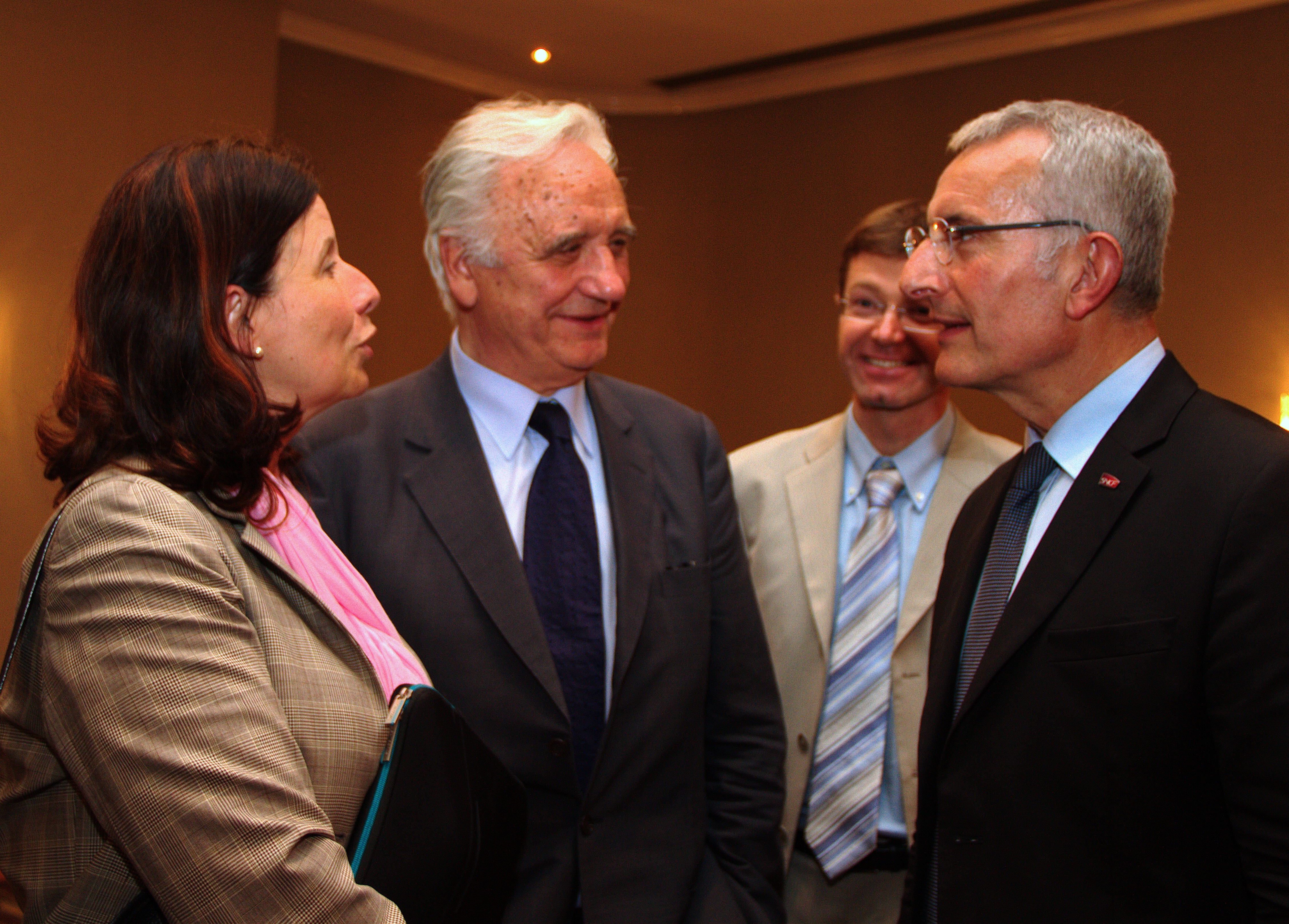
Robert Lohr et Guillaume Pepy, président de la SNCF à Strasbourg le 16 mai 2013.

Lohr a été créée en 1963 par Robert Lohr. Dès l'explosion du marché automobile, Lohr a d'abord eu une activité dans le domaine du transport d'automobiles puis s'est diversifiée, dans les années 1970-1980, dans le secteur de la logistique de défense et dans celui du transport combiné. Oscar de l'exportation en 1983, l'entreprise a ouvert plusieurs filiales dans différents pays du monde (Mexique, États-Unis, Serbie, Turquie, Inde, Chine).

### 2008: crise économique et cession de Translohr à Alstom
La crise économique mondiale a fait ressentir ses effets pour la première fois dans la deuxième moitié de 2008. Ainsi, à la fin de l'année, la grande majorité des CDD et des contrats intérimaires n'ont pas été reconduits. Le groupe a dû procéder à des licenciements. L'année 2009 a été difficile car la production dans le domaine du transport automobile était quasiment inexistante, mettant une partie du personnel en chômage partiel. En 2010, la direction a beaucoup compté sur la relance du ferroutage et la production de wagons de type Modalohr.
Le 4 juin 2012, Lohr s'est déclarée en cessation de paiement, et le 27 juin, le tribunal de grande instance de Strasbourg a homologué la cession de la division Translohr (tramway sur pneu), devenue NTL, à Alstom et au Fonds stratégique d'investissement (actuel Bpifrance), pour un montant de 35 millions d'euros. L'accord s'accompagne d'un plan de restructuration.

### 2015: retour à l'équilibre et nouveaux projets
En 2015, Lohr développe le Cristal, véhicule 100 % électrique et bimodal. En partenariat avec l'opérateur Transdev, sa branche dédiée aux nouvelles mobilités présente en 2018 i-Cristal, la version autonome du Cristal,. Quatre véhicules peuvent être attelés pour atteindre une capacité totale de 64 personnes. Les circulations expérimentales en navettes attelées avec chauffeur ont eu lieu à Strasbourg début 2019. Les premiers marchés ont été signés avec Ajaccio, Avignon et Orange. Les premières circulations-tests du Lohr i-Cristal ont lieu depuis 2019 à Rouen et à Saclay.
En octobre 2022, l'entreprise annonce un nouveau partenariat, remplaçant celui avec Transdev : c'est avec Navya que Lohr vise à rendre autonome sa navette urbaine électrique.
En mars 2022, Lohr, la SNCF et l'Institut de recherche technologique Railenium, présentent « Draisy » un train très léger modulaire sur batteries pensé pour réinvestir les petites lignes ferroviaires régionales peu ou pas exploitées,,. Un premier prototype Draisy doit circuler dans le cadre de tests dès 2024, pour une mise sur le marché prévue en 2027.
Le 20 janvier 2023, Lohr officialise la commande de 47 wagons de ferroutage Modalohr par la compagnie maritime bretonne Brittany Ferries pour un montant de 22 millions d'euros.

## Principaux produits
- Eurolohr 200, 300 et Performer : Véhicules de porte-voitures.
- Modalohr : Voitures de transport par ferroutage des semi-remorques routières.
- Cristal : Navette électrique pour mobilité urbaine[13].
- Véhicules blindés (via la filiale Soframe) : conception-intégration des systèmes et services de défense et de matériels logistiques.

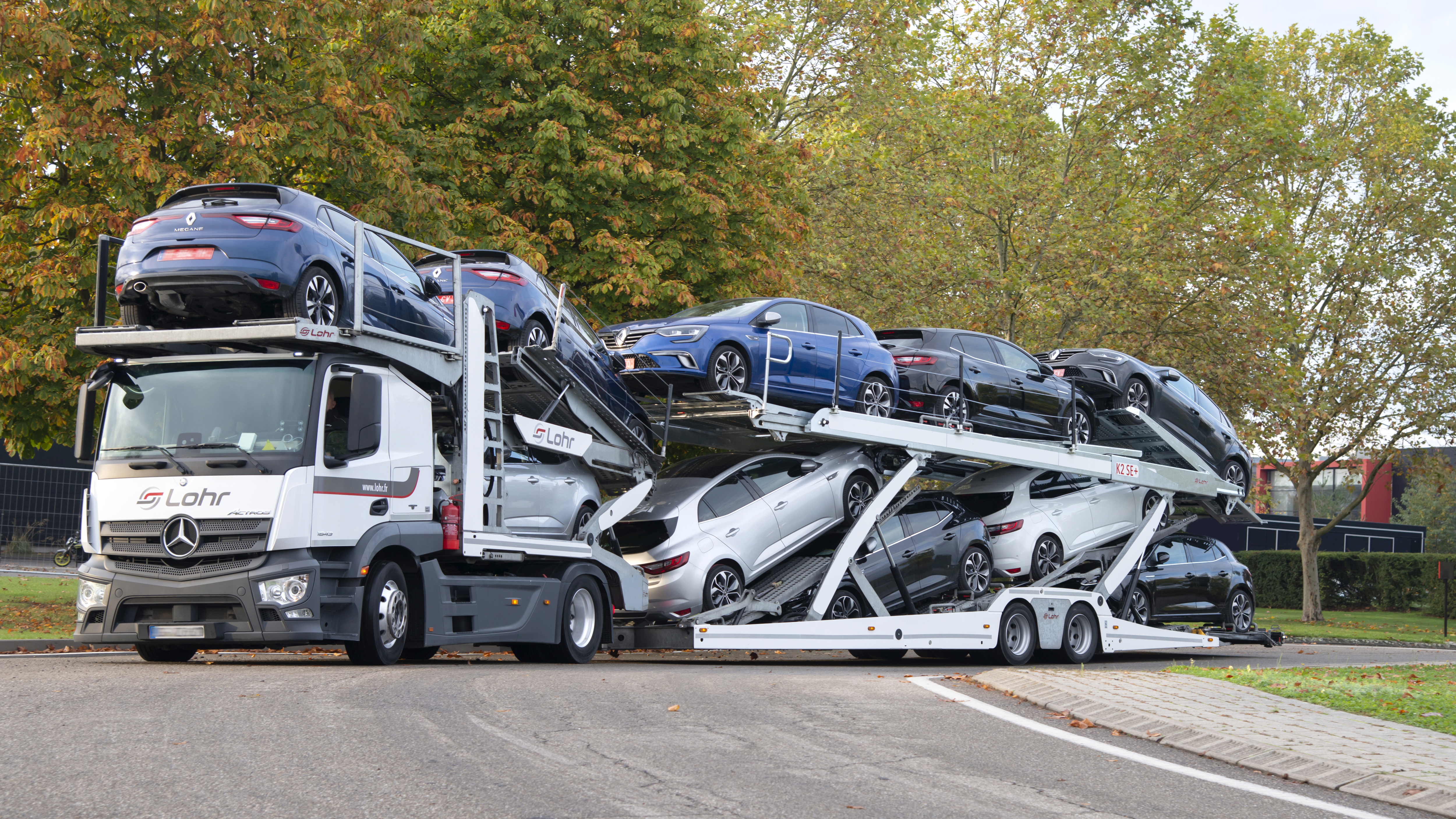
Ensemble routier semi-remorque LOHR pour le transport de véhicules.
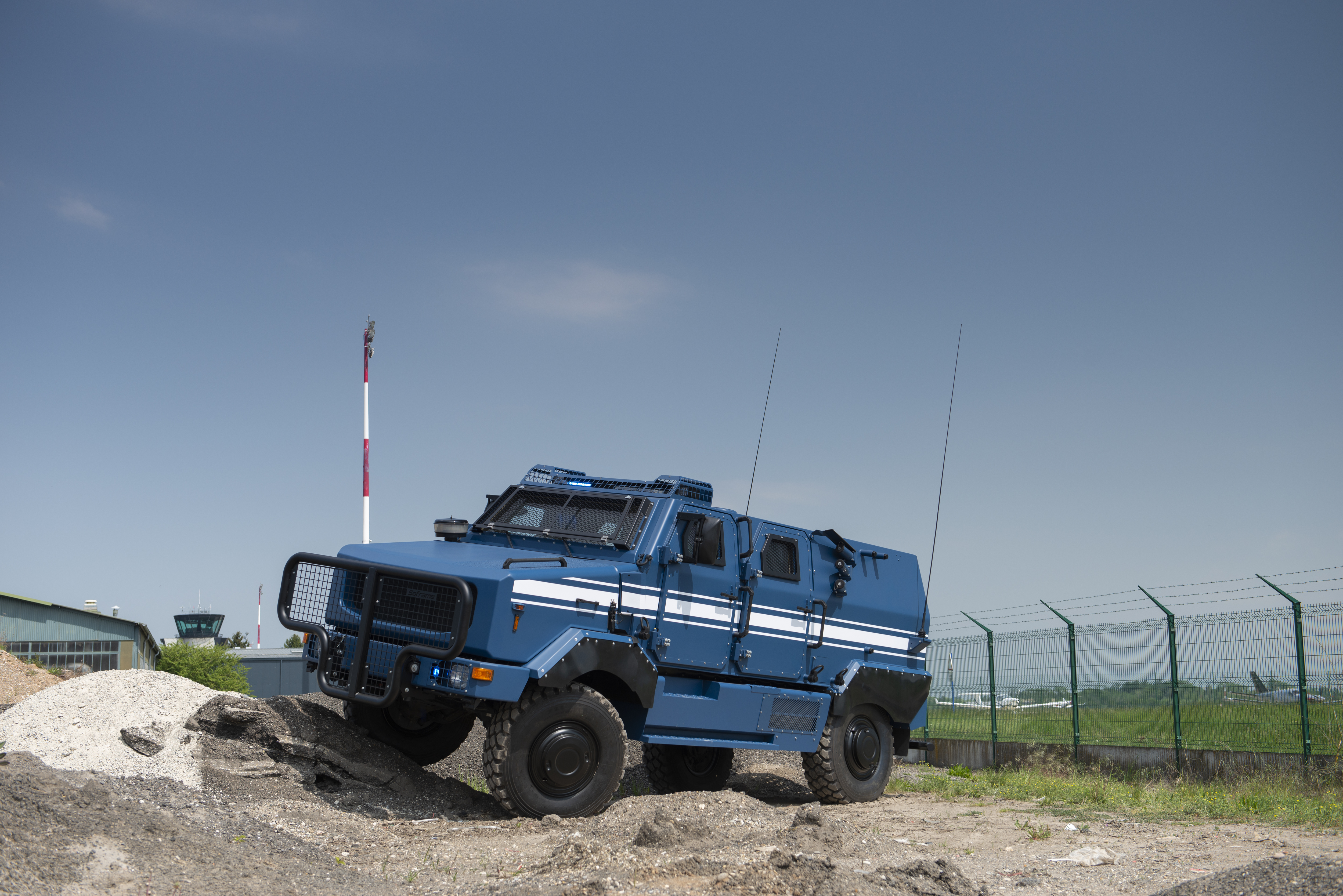
Blindé léger Soframe.
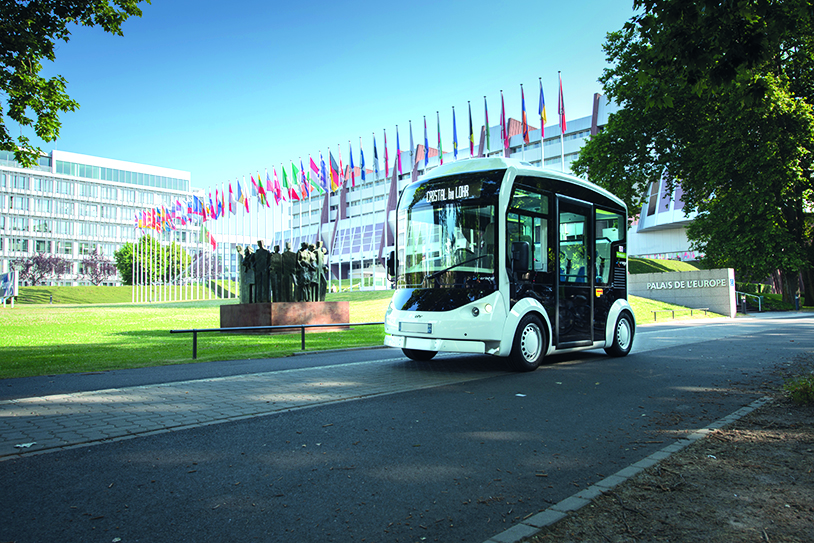
Le Cristal, véhicule électrique de la branche New Mobilities.
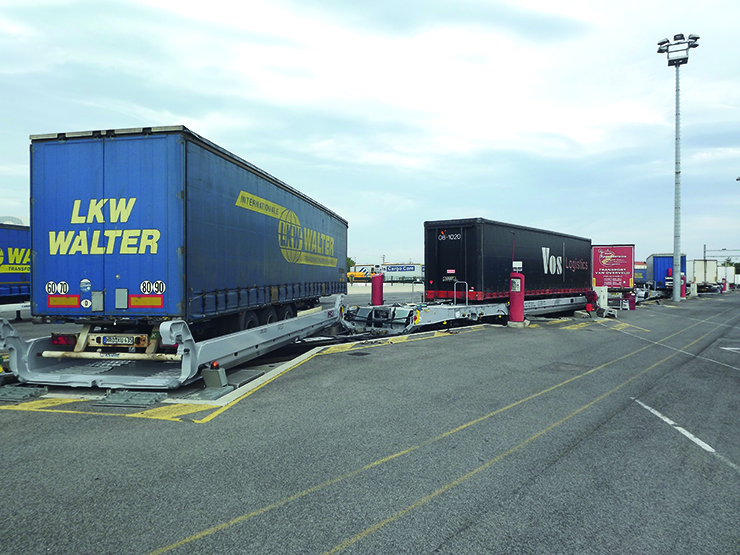
Système de transport des semi-remorques par chemin de fer, Railway System.